# محوطه مرجان
محوطه مرجان مربوط به هزاره اول قبل از میلاد است و در شهرستان طالقان، روستای مرجان واقع شده و این اثر در تاریخ ۱۲ بهمن ۱۳۸۱ با شمارهٔ ثبت ۷۰۵۷ به‌عنوان یکی از آثار ملی ایران به ثبت رسیده است.